# Сања Риста Попић
Сања Риста Попић је српски педагог, интердисциплинарни стручњак у области трансформације конфликата и председница Педагошког друштва Војводине.

## Биографија
Рођена је у Новом Саду. У току студирања је била стипендисткиња Владе Краљевине Норвешке и Шведске хуманитарне организације – индивидуална помоћ и активна учесница у реализацији пројеката Новосадског хуманитарног центра кроз програм студентске праксе у Скупштини и Извршном већу АПВ Универзитета у Новом Саду. Дипломирала је педагогију на Филозофском факултету Универзитета у Новом Саду и завршила међународне мировне студије. Усавршавала се у области медијације и мирног решавања конфликта.
Радила је 2004—2014. као виша стручна сарадница за заштиту права детета у Покрајинском заштитнику грађана – омбудсману у Новом Саду. Године 2015. је основала предузеће за едукацију и консалтинг родитеља Parentis doo. Председница је Педагошког друштва Војводине и ауторка аудио курса „Адаптација на јаслице без трауме”, вебинара „Полазак у јаслице и вртић – седам златних принципа за добар почетак” и видео предавања за родитеље деце раног узраста. Идејни је творац и организаторка конференције „Родитељство будућности” 27. и 28. маја 2023.
Предавање за родитеље „Ти хоћеш, дете неће – шта сад?” је одржала у Културном центру Апатин 12. априла 2019. Излагала је на округлом столу „Позиционирање педагога у савременом васпитно–образовном контексту” 24. фебруара 2023. на Филозофском факултету Универзитета у Новом Саду. Своје искуство рада у педагошкој пракси је поделила у промотивном филму „Ко су то педагози?” Одсека за педагогију Филозофског факултета у Новом Саду и Педагошког Центра – ПЕЦ. Мајка је троје деце.